# Kollisionsnorm
Kollisionsnormer är "internationellt privaträttsliga regler om vilket lands lag som ska tillämpas vid en tvist, exempelvis vid ett internationellt affärsavtal".
Med kollisionsnormerna bestäms ett visst lands rätt behörighetsförhållandet mellan sig självt och främmande rättsordningar med avseende på regleringen av dels myndigheternas rätt att till prövning ta upp mål rörande olika privata internationella levnadsförhållanden, dels de ’’saknormer’’, som vid denna prövning ska tillämpas. Kollisionsnormerna är dels ensidiga eller exklusiva, dels fullständiga eller generella. Genom de förra förbehåller landets rätt sig själv eller sina myndigheter behörighet i visst fall, genom de senare anges vissa allmänna grunder, varefter behörigheten bör bestämmas oavsett om därigenom inländsk eller utländsk rätt respektive myndigheter tilldelas kompetens.